# 对异丙基甲苯
对异丙基甲苯，也稱對伞花烃、对甲基异丙苯、𦺻，是一种具芳香性的有機化合物，存在于自然界中。伞花烃为对位取代的甲基异丙基苯，是难溶于水的无色液体，可与乙醇和乙醚混溶。
对异丙基甲苯存在于多种精油中，本身是一种祛痰、止咳的药物，也可通过樟脑与五氧化二磷反应并用酸碱纯化得到。
对异丙基甲苯常用于配合钌原子。母体化合物（[(η6-cymene)MCl2]2）是一个“半夹心配合物”，可由三氯化钌与α-水芹烯反应制备。相应的锇配合物也已制得。